# Trường Euclid
Trong toán học, một trường Euclid là một trường sắp thứ tự K mà mọi phần tử không âm đều là một số chính phương. Tức là, với x ≥ 0 thuộc K nghĩa là x = y2 với một y nào đó thuộc K.

## Tính chất
- Mọi trường Euclid là một trường Pythagoras sắp thứ tự, nhưng điều ngược lại không đúng.[1]
- Nếu E/F là một mở rộng trường hữu hạn, và E là một trường Euclid thì F cũng là Euclid. Tính chất "đi xuống" này là một hệ quả của định lý Diller–Dress.[2]

## Ví dụ
- Trường số thực ℝ với các phép toán và thứ tự thông thường tạo thành một trường Euclid.
- Trường các số đại số thực ℝ ∩ ℚ là một trường Euclid.
- Các số dựng được, những độ dài có thể dựng được từ một đoạn hữu tỉ bằng phép dựng hình bằng thước kẻ và compa, tạo thành một trường Euclid.[3]
- Trường các số siêu thực là một trường Euclid.

## Phản ví dụ
- Trường số hữu tỉ ℚ với các phép toán và thứ tự thông thường không tạo thành một trường Euclid. Ví dụ, 2 không phải là số chính phương trong ℚ vì căn bậc hai của 2 là số vô tỉ.[4]  By the going-down result above, no algebraic number field can be Euclidean.[2]
- Trường số phức ℂ không tạo thành một trường Euclid vì nó không phải là trường sắp thứ tự.

## Sách tham khảo
- Efrat, Ido (2006). Valuations, orderings, and Milnor K-theory. Mathematical Surveys and Monographs. Quyển 124. Providence, RI: Hội Toán học Hoa Kỳ. ISBN 0-8218-4041-X. Zbl 1103.12002.
- Lam, Tsit-Yuen (2005). Introduction to Quadratic Forms over Fields. Graduate Studies in Mathematics. Quyển 67. Hội Toán học Hoa Kỳ. ISBN 0-8218-1095-2. MR 2104929. Zbl 1068.11023.
- Martin, George E. (1998). Geometric Constructions. Undergraduate Texts in Mathematics. Springer-Verlag. ISBN 0-387-98276-0. Zbl 0890.51015.